# Завоевание Акбаром Гуджарата
Завоевание Гуджаратского султаната Империей Великих Моголов произошло в 1572—1573 годах.
Последние два султана Гуджарата, Махмуд-шах III и Ахмад-шах III, были возведены на трон, когда они были молоды, поэтому крупные дворяне правили султанатом. Аристократы поделили между собой территории султаната, но вскоре начали сражаться между собой за господство. Один дворянин пригласил императора Великих Моголов Акбара вмешаться в 1572 году, что привело к завоеванию Гуджарата к 1573 году, и Гуджарат стал провинцией империи Великих Моголов.

## Предыстория

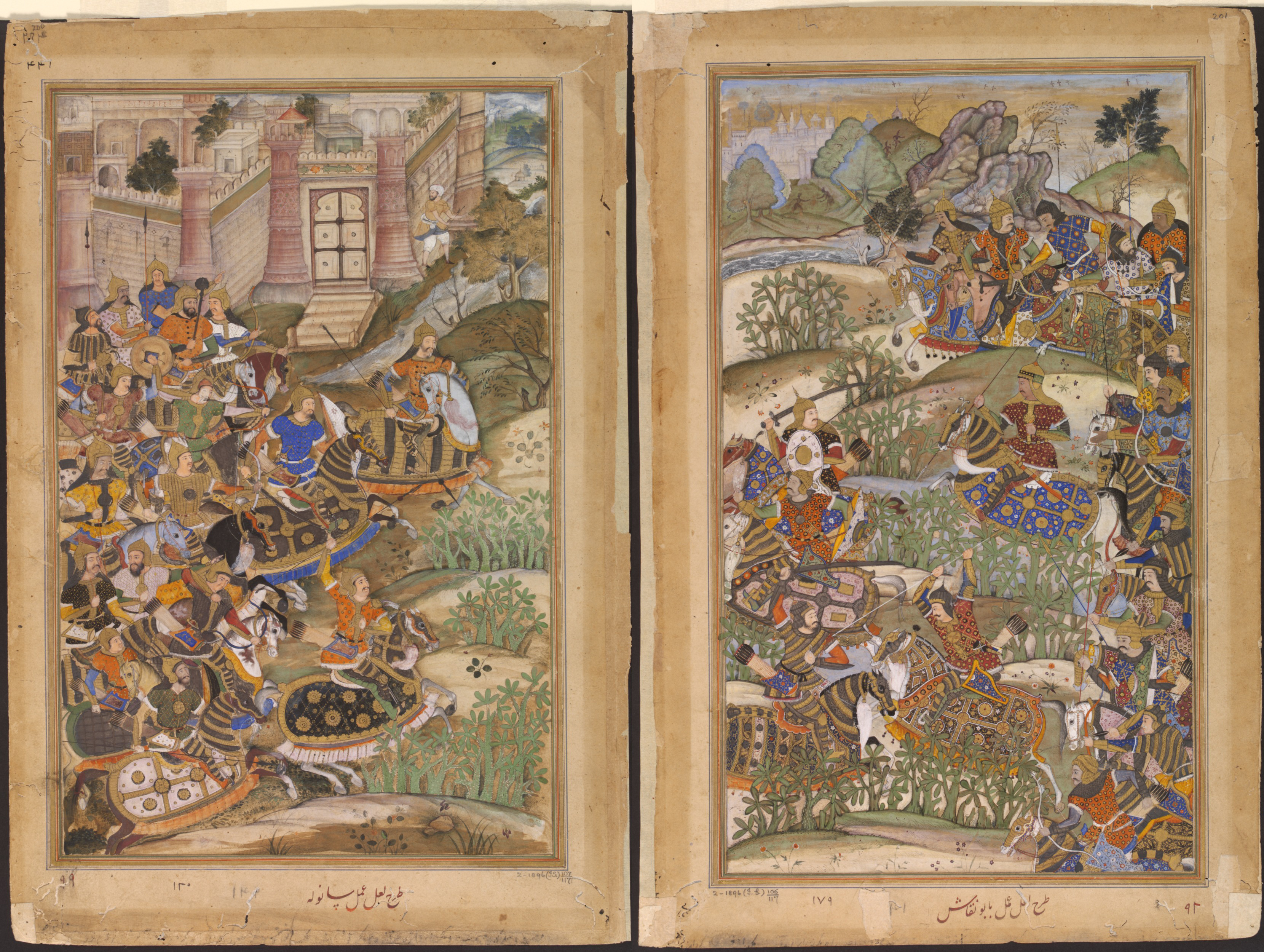
Битва при Сарнале, 1572 год, Акбар-наме

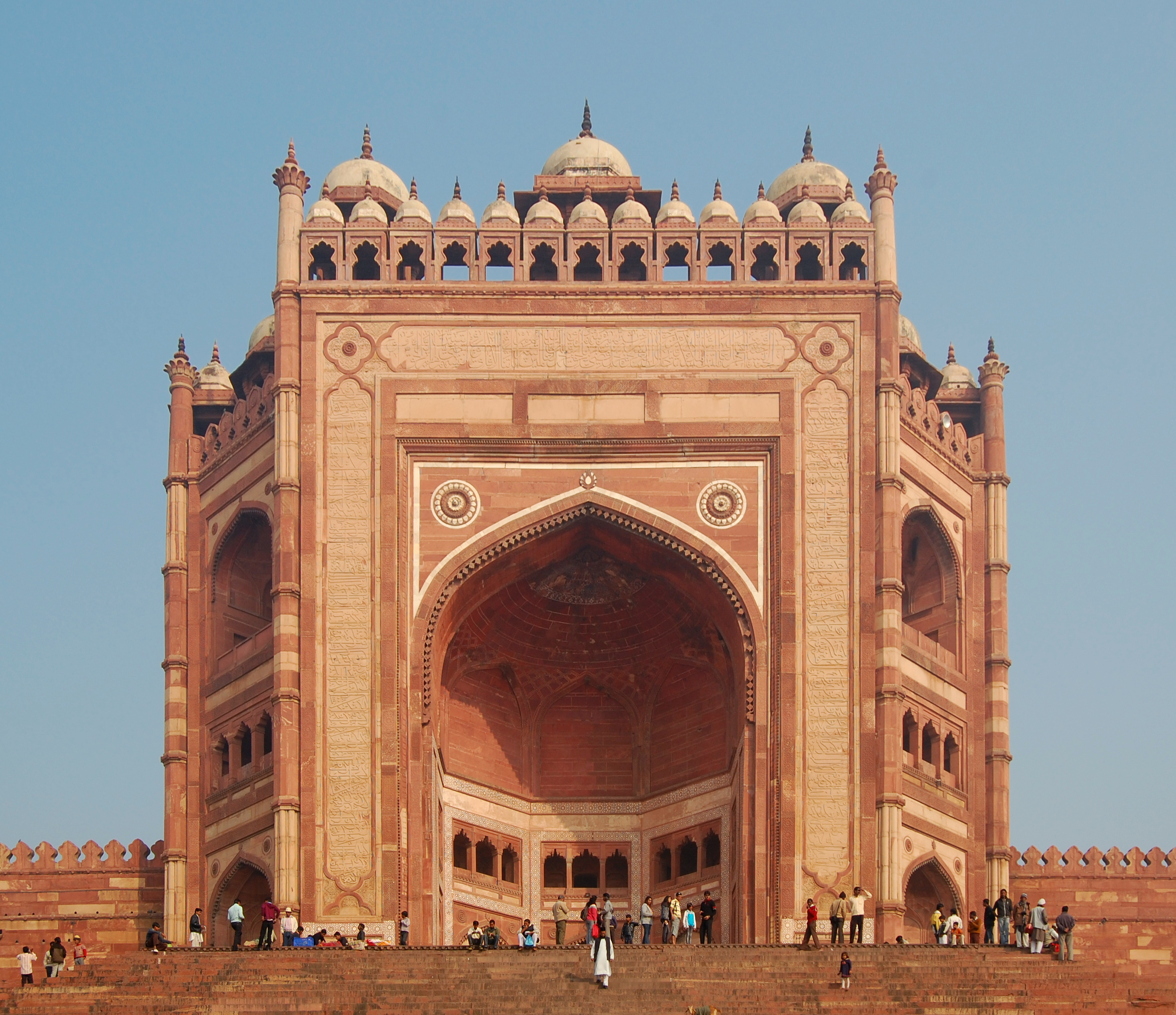
Буланд Дарваза в Фатехпур-Сикри была построена Акбаром в 1575 году в честь победы над Гуджаратским султанатом

Последние два султана Гуджарата, Махмуд-шах III (1537—1554) и Ахмад-шах III (1554—1561), были возведены на трон, когда они были молоды. Таким образом, крупные дворяне решили продолжить правление под руководством одного дворянина в качестве регента султана, и они ещё больше разделили султанат между собой, каждый из которых взял на себя обязательство защищать границы и сохранять общественный мир. Они защищали султанат от внешних угроз, таких как Мубарак-шах, правитель Хандеша. Но у гуджаратских дворян были свои устремления, поэтому они начали искать возможность расширить свои территории с целью господства. Они продолжали сражаться между собой и иногда приглашали соседние государства в военный конфликт. Во время одного из таких случаев Хандешский султанат получил Дултанпур и Нандубар от гуджаратских дворян за то, что он не вторгнется в Гуджарат. В другой раз один знатный сановник Чангиз-хан напал на Сурат, чтобы отомстить за смерть своего отца, и принял помощь от португальцев, которые получили районы Даман и Санджан взамен. Один дворянин, Итимад-хан, стремясь стать независимым и главным лидером в Гуджаратском султанате, продолжал вести борьбу за власть с другими знатными магнатами. Когда некоторые гуджаратские дворяне осадили Ахмадабад, чтобы изгнать Итимад-хана, он обратился за помощью к могущественному императору Великих Моголов Акбару Великому. Акбар, обрадованный любым предлогом, чтобы ликвидировать мятежных мирз, ранее изгнанных им самим из Индии, из их убежища в Южном Гуджарате, не замедлил воспользоваться предложением Итимад-хана. 2 июля 1572 года могольский император Акбар отправился в Ахмедабад из своей столицы Фатехпур-Сикри.
Гуджаратским дворянам, сражавшимся таким образом между собой, было принесено известие, что могольский император Акбар находится в Дисе. Ибрахим Хусейн Мирза вернулся в Барух, и армия Шер-хана Фаулади из Патана рассеялась, что привело к окончанию осады Ахмадабада. Из Дисы войска Великих Моголов продвинулись к Патану, а затем к Йотане, в тридцати милях к югу от Патана. Гуджаратский султан Музаффар-шах III, отделившийся от Фаулади Патана, попал в руки императора, который даровал ему жизнь, но передал его под опеку одного из своих дворян по имени Карам Али.
Когда армия Великих Моголов достигла Кади, гуджаратские дворяне: Итимад-хан, Ихтияр-хан, Алаф-хан и Джуджар-хан встретились с Акбаром, и другой знатный Саяд Хамид также был удостоен аудиенции в Гаджипуре. Император заключил в тюрьму оппозиционных дворян, Алафа Хана и Джуджара Хана Хабши, и поощрял других дворян Гуджарата. Один Ихтияр-уль-Мульк бежал в Лунаваду, и император, опасаясь, что другие гуджаратские вельможи последуют его примеру, послал Итимад-хана в Камбат и отдал его под опеку Шахбаза Хана Камбо. Из Ахмедабада Акбар продвинулся к Камбату. В это время Ибрагим Мирза держал Бароду, Мухаммад Хусейн Мирза держал Сурат, а Шах Мирза держал Шампанер. Покинув Камбат, чтобы изгнать мирза, Акбар назначил Мирзу Азиза Кокалташа своим первым субадаром (губернатором) Гуджарата.
В Бароде Акбар услышал, что Ибрагим Мирза предательски убил Рустама Хана Руми, который был губернатором Бхаруча при Чангиз-хане. Император отозвал отряд, который он послал против Сурата, и настиг Мирзу в Сарнале или Тасре на правом берегу реки Махи примерно в двадцати трех милях к северо-востоку от Надиада, и разгромил его. Ибрагим Мирза бежал через Ахмеднагар в Сирохи, а Акбар вернулся в свой лагерь в Бароде. Теперь император послал войско под командованием Шах Кули Хана, чтобы осадить форт Сурат, а затем лично разбил свой лагерь в Гопи Талаве, пригороде этого города. После упорной обороны в течение месяца и семнадцати дней гарнизон под командованием Хамзабана, раба Хумаюна, который присоединился к мятежным мирзам, сдался. Хамзабан заключил договор с португальцами. По его приглашению большая группа португальцев прибыла в Сурат во время осады, но, увидев силу армии Великих Моголов, представились послами и попросили о встрече. Находясь в Сурате, император принял из Бихара или Вихарджи раджу Баглана Шарфуддина Хусейна Мирзу, которого раджа захватил в плен. После взятия Сурата император приказал доставить в Агру большую пушку Сулеймани, привезенную турками с целью уничтожения португальских фортов и оставленную ими в Сурате. Сурат был передан на попечение Калидж-хана. Теперь император двинулся в Ахмедабад, куда прибыла мать Чангиз-хана и потребовала справедливости над Джуджар-ханом за то, что он бессмысленно убил её сына. Поскольку её жалоба была справедливой, император приказал бросить Джуджар-хана под ноги слону. Мухаммад-хан, сын Шер-хана Фаулади, бежавший в горы Идар, теперь вернулся и взял город Патан, осадив могольского губернатора Саяда Ахмед-хана Барха в цитадели. В это время Мирза Мухаммад Хусейн находился в Ранпуре близ Дхандхуки. Когда Шер-хан Фаулади, укрывшийся в Сорате, услышал о возвращении Мухаммада Хана в Патан, он встретил последнего, и, объединив свои силы, они присоединились к Мухаммаду Хану в Патане. Могольский наместник Мирза Азиз Кокалташ с другими дворянами выступил против них, и после упорной битвы, в которой было убито несколько могольских дворян, Мирза Азиз Кокалташ одержал победу. Шер-хан снова укрылся в Сорате, а его сын бежал в поисках безопасности в горы Идар, в то время как мирза отступил к границе Хандеша. Когда завоевание Гуджарата было завершено в 1573 году, Акбар вернулся в Агру с последним гуджаратским султаном Музаффар-шахом III в качестве пленника.
Акбар построил Буланд Дарваза в Фатехпур-Сикри в 1575 году в ознаменование своей победы над Гуджаратом.

## Последствия
Музаффар-шах III бежал из плена и нашел убежище у Джама Сатаджи из Наванагара в регионе Катхиавар. Битва за его спасение состоялась в июле 1591 года. В состав армии Катхиавара входили отряды Джунагадха и Кундлы, которые предали Наванагар и наконец присоединились к армии Великих Моголов. Битва привела к большому количеству жертв с обеих сторон. Битва закончилась решительной победой армии Великих Моголов, и Гуджарат окончательно и полностью попал под власть империи Великих Моголов.